# 요르단 축구 협회
요르단 축구 협회(아랍어: الاتحاد الأردني لكرة القدم)는 요르단의 축구 협회이다. 국제축구연맹(FIFA)과 아시아 축구 연맹(AFC)에 가입되어 있다. 요르단 프로리그, 요르단 축구 국가대표팀 등을 관리한다.

## 같이 보기
- 아시아 축구 연맹
- 아랍 축구 연맹
- 서아시아 축구 연맹
- 요르단 축구 국가대표팀
- 요르단 여자 축구 국가대표팀
- 요르단 프로리그